# Zagnanado
Zagnanado is een van de 77 gemeenten (communes) in Benin. De gemeente ligt in het departement Zou en telt 36.756 inwoners (2002).
Een eerste katholieke missiepost in Zagnanado werd geopend in 1896, de eerste in het binnenland van Dahomey.

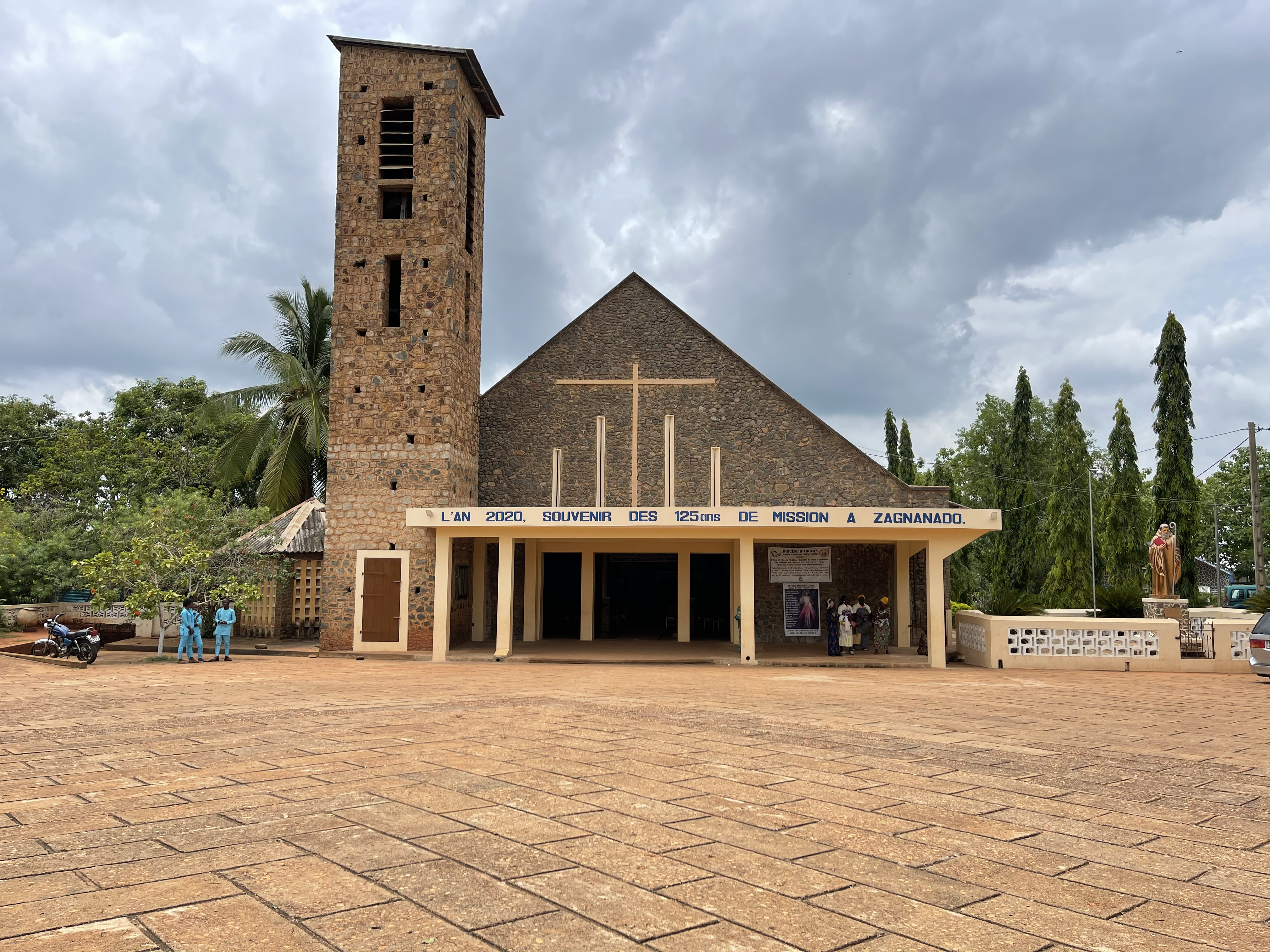
Katholieke kerk in Zagnanado

- Library of Congress Control Number: n98059030
- Nationale Bibliotheek van Israël: 987007537902905171
- Virtual International Authority File: 136222053